# چاه‌خشتو
چاه خشتو، روستایی در دهستان شریف‌آباد  از توابع بخش مرکزی شهرستان سیرجان در استان کرمان است.

## جمعیت
این روستا در شریف‌آباد  قرار دارد و براساس سرشماری مرکز آمار ایران در سال ۱۳۹۵، جمعیت آن ۶۰ نفر (۱۷ خانوار) بوده‌است.